# Primorska-Kraina Wewnętrzna
Region statystyczny Primorska-Kraina Wewnętrzna (słoweń. primorsko-notranjska statistična regija) – region statystyczny w południowo-zachodniej Słowenii. Do 1 stycznia 2015 r. nosił nazwę: Region statystyczny Kraina Wewnętrzna–Kras (słoweń. notranjsko-kraška statistična regija).
Krasowy teren z jaskinią Postojna i okresowym jeziorem Cerknica jest najważniejszą cechą naturalną tego regionu statystycznego. Jest to jeden z najmniejszych regionów statystycznych w Słowenii i najmniej zaludniony, z gęstością zaludnienia sześć razy niższą niż w regionie statystycznym Słowenia Środkowa. Region ten należy do najsłabiej rozwiniętych gospodarczo w kraju, ponieważ w 2012 r. odpowiadał jedynie za 1,8% PKB Słowenii. Przy średniej liczbie czterech pracowników na firmę przedsiębiorstwa w regionie należą do najmniejszych w Słowenii. W 2012 r. rolnictwo w tym regionie wygenerowało około 6% wartości dodanej brutto, co stanowi jeden z najwyższych udziałów wartości dodanej brutto rolnictwa w przeliczeniu na pojedynczy region. W 2013 r. średnia wykorzystana powierzchnia użytków rolnych na gospodarstwo rolne była najwyższa w tym regionie. Region ten ma najwyższy wskaźnik zatrudnienia w Słowenii (w 2013 r. wynosił 59,9%), a zarejestrowana stopa bezrobocia należy do najniższych. Region ten ma również najwyższy odsetek kobiet w szkolnictwie wyższym (151 studentek na 100 studentów).

## Gminy
Region statystyczny Primorska-Kraina Wewnętrzna obejmuje następujące 6 gmin:
- Bloke
- Cerknica
- Ilirska Bistrica
- Loška dolina
- Pivka
- Postojna

## Demografia
Liczba ludności w 2020 r. wynosiła 52 841. Całkowita powierzchnia regionu wynosi 1456 km².

## Gospodarka
Struktura zatrudnienia: 55,8% usługi, 36,8% przemysł, 7,4% rolnictwo.

### Turystyka
Przyciąga tylko 4,1% całkowitej liczby turystów w Słowenii, większość z nich pochodzi z Włoch (17,8%). Tylko 9,3% turystów pochodzi ze Słowenii.

## Transport
- Długość autostrad: 32,5 km
- Długość pozostałych dróg: 1241,9 km